# Charlottetown
Charlottetown es una ciudad canadiense y la capital de la provincia de la Isla del Príncipe Eduardo. La ciudad fue incorporada por primera vez como un pueblo en 1855 y designada como ciudad en 1885. También es la sede del condado de Queens.
La población de la ciudad en 2011 era de 34 562 habitantes, mientras que la población de la unidad geográfica censal de Charlottetown en el censo de 2006 era de 58 625 habitantes poco menos de la mitad de la población total de la provincia (135 851 habitantes).

## Historia

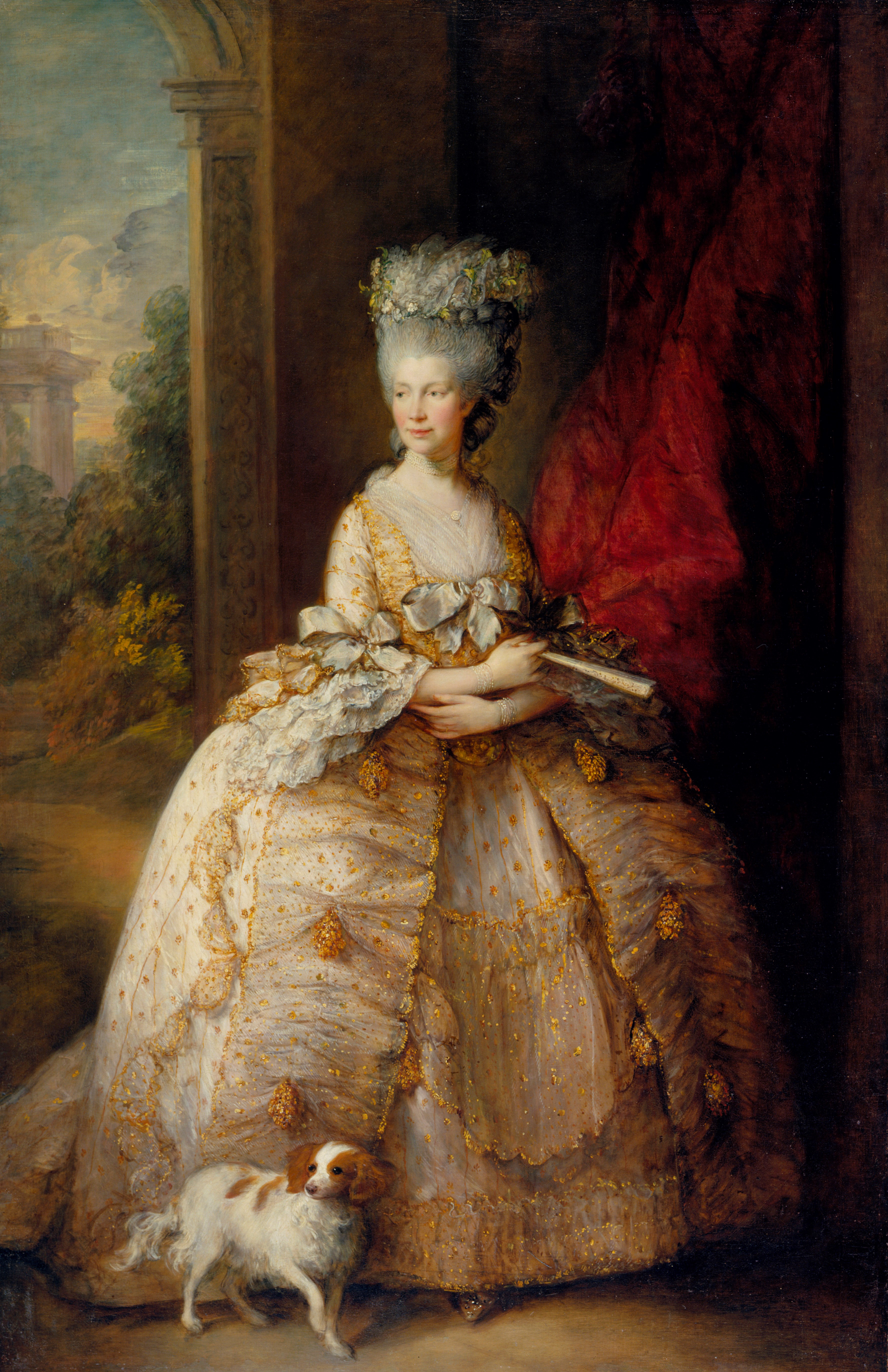
Charlottetown se nombró en honor a Carlota de Mecklemburgo-Strelitz, esposa de Jorge III del Reino Unido.

En la tierra ocupada por Charlottetown, al igual que en el resto de la Isla del Príncipe Eduardo, vivieron comunidades temporales y permanentes de pobladores de etnia mi'kmaq.

### 1720-1758
Los primeros colonizadores europeos en el área fueron franceses, después de que habitantes del Fuerte de Louisbourg fundaran un asentamiento en 1720 llamado Port La-Joye en la parte sudoeste de la bahía opuesta a la localización de la ciudad actual. Este asentaminento fue dirigido por Michel Haché-Gallant, quien usó su embarcación para transportar colonizadores acadianos desde Louisbourg. En agosto de 1758, en plena Guerra de los Siete Años, una flota británica tomó el control del asentamiento (y de la isla entera) y deportó sin demora a los pobladores franceses que pudieron encontrar, lo que completaron totalmente tres años después de la Expulsión Acadia original en Nueva Escocia. Las fuerzas británicas construyeron el Fuerte Amherst cerca del sitio del asentamiento abandonado de Port La-Joye para proteger la entrada de la bahía.

### 1759-1855
Charlottetown fue seleccionada como la sede del gobierno del condado de Queens en la encuesta colonial de 1764 por el Capitán Samuel Holland de los Ingenieros Reales. Un año después, Charlottetown fue convertida en la capital colonial de la Isla del Príncipe Eduardo. Encuestas posteriores realizadas entre 1768 y 1771 establecieron los trazos de las calles y cuadras públicas que pueden ser vistas en el distrito histórico de la ciudad. El pueblo fue nombrado en honor de la Reina Carlota de Mecklemburgo-Strelitz, consorte del Rey Jorge III del Reino Unido.
El 17 de noviembre de 1775, la nueva capital de la colonia fue saqueada por los corsarios establecidos en Massachusetts durante la Guerra de Independencia de los Estados Unidos, durante la cual el sello colonial fue robado y varios prisioneros, incluyendo a Phillips Callbeck y Thomas Wright, fueron llevados a Cambridge, Massachusetts y más tarde liberados.
En 1793, la tierra había sido reservada por el gobernador Fanning en los límites occidentales de la comunidad para uso del "Administrador de Gobierno" (el gobernador), y así se volvió conocida informalmente como el "Banco de Fanning" o sólo "Banco Fanning".

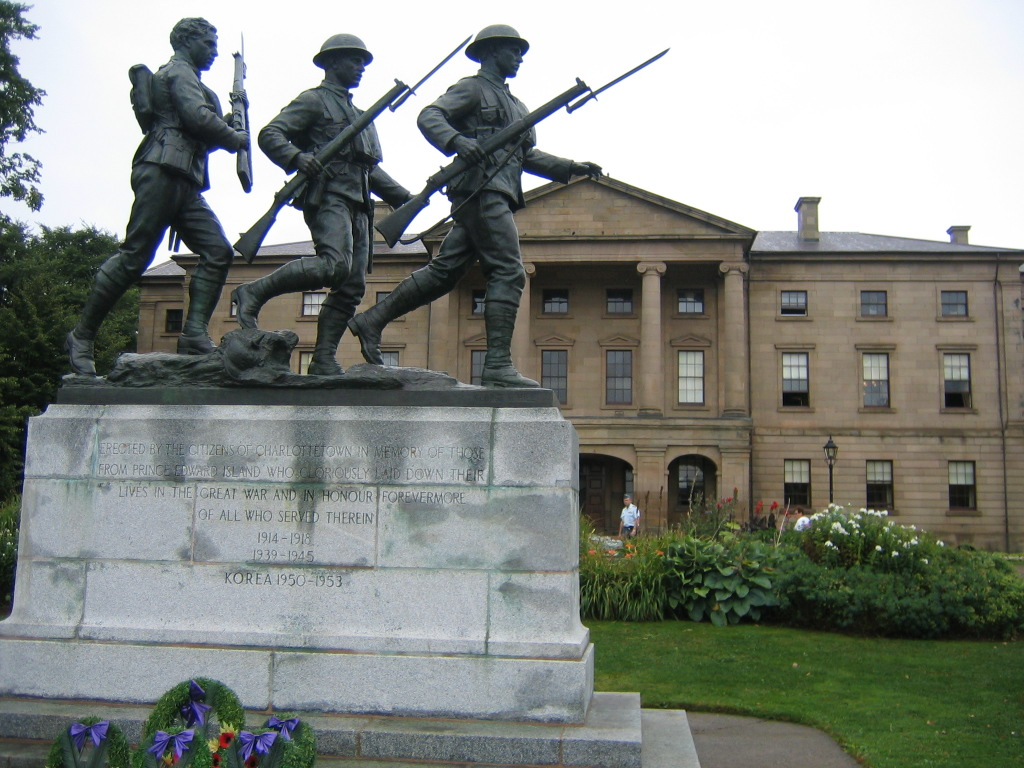
La Casa de la Provincia es la sede de la asamblea legislativa de la Isla del Príncipe Eduardo y un Sitio Histórico Nacional de Canadá.

En 1805, la guarnición británica local construyó otra defensa para la bahía en el Fuerte Edward al oeste de los muelles de la capital. La Batería del Príncipe Eduardo fue después trasladada a esta facilidad.
En 1835, la Casa de Gobierno fue construida en el Banco Fanning como residencia del Gobernador de la colonia. Continúa siendo la residencia oficial del Teniente Gobernador.
Entre 1843 y 1847, un nuevo edificio para la asamblea legislativa fue construido en la comunidad. Llamado "Casa de la Provincia", la finalización de esta estructura fue un importante evento en la historia de la capital y aún sigue en uso hoy en día como la sede de la legislatura provincial y es actualmente la segunda sede legislativa más antigua en Canadá.
El 17 de abril de 1855, Charlottetown fue incorporada como ciudad, celebrando su primera reunión de consejo el 11 de agosto de ese año. La comunidad tenía 6500 residentes en la época de la incorporación.

### 1856-1885
Entre el 1 y el 7 de septiembre de 1864, Charlottetown fue sede del evento que hoy es llamado Conferencia de Charlottetown. Aunque muchas de las reuniones y negociaciones conducirían a la Confederación Canadiense fueron realizadas en la Casa de la Provincia, varios eventos sociales se desbordaron sobre la comunidad circundante.
La Isla del Príncipe Eduardo entró a la Confederación el 1 de julio de 1873. El mismo día, la "Granja de la Casa de Gobierno" en el Banco Fanning fue designada un parque municipal, llamado "Parque Victoria" en honor a la Reina Victoria I del Reino Unido.
Además de ser la sede del gobierno colonial, la comunidad sobresalió durante principios del siglo XIX por su construcción naval y su industria maderera además de ser un puerto de pesca. La industria naval decayó posteriormente en el siglo XIX. En agosto de 1874, el Ferrocarril de la Isla del Príncipe Eduardo abrió su línea principal entre Charlottetown y Summerside. El ferrocarril, junto con la industria naval, continuaría llevando al desarrollo industrial en la zona ribereña por varias décadas.
En 1885 el municipio fue ascendido para convertirse en ciudad.

### 1886-1950
La religión desempeñó un papel importante en el desarrollo de las instituciones de Charlottetown con escuelas protestantes y católicas (Preparatoria Queen Charlotte vs. Preparatoria Birchwood), hospitales (Hospital de la Isla del Príncipe Eduardo vs. Hospital de Charlottetown) e instituciones postsecundarias (Colegio del Príncipe de Gales vs. Universidad St. Dunstan) respectivamente. St. Dunstan fue originalmente creada como un seminario para entrenar sacerdotes y el Colegio Marítimo Cristiano fue fundado en 1960 para entrenar a predicadores para las Iglesias Independientes Cristianas/Iglesias de Cristo en la Isla del Príncipe Eduardo y las otras Provincias marítimas.
Al igual que con la mayoría de las comunidades en Norteamérica, el automóvil configuró el desarrollo de Charlottetown en la segunda mitad del siglo XX, cuando las granjas periféricas en las áreas rurales de Brighton, Spring Park y Parkdale vieron un incremento de desarrollo. El campo de aviación en la comunidad rural cercana de Sherwood fue modernizado como parte del Plan de Entrenamiento Aéreo del Commonwealth Británico (British Commonwealth Air Training Plan) y operó durante la Segunda Guerra Mundial como la Estación RCAF de Charlottetown (RCAF Station Charlottetown), en conjunto con la Estación RCAF de Mount Pleasant y la Estación RCAF de Summerside (RCAF significa Royal Canadian Air Force). Después de la guerra el campo de aviación fue designado el Aeropuerto de Charlottetown. El desarrollo posterior a la guerra vio a las propiedades residenciales continuar expandiéndose en las áreas adyacentes, particularmente en las vecinas comunidades granjeras de Sherwood, East Royalty y West Royalty.

### 1951-Actualidad
Para conmemorar el centenario de la Conferencia de Charlottetown, las diez provincias y el gobierno federal contribuyeron con un monumento nacional a los "Padres de la Confederación". El Centro de Artes de la Confederación, que fue abierto en 1964, es un obsequio a los residentes de la Isla del Príncipe Eduardo, y contiene una biblioteca pública, una galería de arte de renombre y un teatro que ha celebrado el Festival de Charlottetown cada verano desde entonces.
En la década de 1960, se construyeron nuevas escuelas públicas en la comunidad y en 1969 se abrió la Universidad de la Isla del Príncipe Eduardo (UPEI, por sus siglas en inglés), creada a partir de la fusión entre el Colegio Príncipe de Gales -Prince of Wales College (PWC)- y la Universidad Saint Dunstan y localizada en el campus de esta última. Junto con la Granja Experimental del Departamento de Agricultura y Alimentos Agrícolas de Charlottetown (también conocida como Granja Ravenwood), estas propiedades comprenden una gran área verde rodeada por la ciudad. El campus del Colegio del Príncipe de Gales en el centro de la ciudad se volvió parte de un nuevo sistema colegial provincial llamado Colegio Holland, en honor del famoso encuestador de la isla. El Plan de Desarrollo de Comprensión de la Isla del Príncipe Eduardo a finales de la década de 1960 contribuyó enormemente a la expansión del gobierno provincial en Charlottetown durante la siguiente década.
En 1982, el nuevo Hospital Reina Isabel, llamado en honor a la Isabel II de Canadá, fue abierto, seguido en 1983 cuando la oficina central nacional del Departamento de Asuntos Veteranos federal fue trasladado a Charlottetown como parte de un programa de descentralización nacional del gobierno federal. En 1986, la UPEI vio mayor expansión con la apertura del Colegio Veterinario del Atlántico.
Durante las décadas de 1970 y 1980, Charlottetown fue testigo de un incremento en el desarrollo comercial. Un hotel y centro de convenciones en la zona ribereña fue completado en 1982 y ayudó a fomentar la diversificación y renovación en el área, generando varios complejos residenciales y facilidades comerciales en el centro de la ciudad. El abandono del servicio del ferrocarril en la provincia por CN Rail en diciembre de 1989 llevó al ferrocarril y a las tierras industriales en el extremo este de la zona ribereña a transformarse en parques y atracciones culturales.
Los últimos años de la década de 1990 y en la década de 2000 presenciaron un cambio en el paisaje del comercio minoritario con la apertura de grandes tiendas en el sitio de antiguos centros de compra tradicionales y nuevos desarrollos en los suburbios del norte, particularmente en el barrio de West Royalty que es el cruce de dos caminos importantes.
En un intento de mantener su herencia y patrimonio, y debido a la falta de cimientos adecuados en el área, Charlottetown limitó a los nuevos edificios a lo largo del municipio a un máximo de altura de seis pisos.
En 1995 Charlottetown experimentó una fusión municipal. La ciudad actual fue creada al unir Charlottetown con Sherwood, Parkdale, Winsloe, West Royalty y East Royalty. Desde la fusión, la ciudad ocupa la mayor parte de Queens Royalty y parte de los municipios (en Canadá llamados townships o lots) 33 y 34 (Lot 33 y Lot 34).

## Gobierno
El gobierno municipal de la ciudad está estructurado alrededor de un ayuntamiento constituido por un alcalde y diez concejales a través de un sistema de distritos electorales.
Charlottetown también tiene 7 plazas (30%) en la Asamblea Legislativa de la Isla del Príncipe Eduardo, aunque debe tomarse en cuenta que algunos de estos distritos electorales ocupan áreas rurales adyacentes que no se encuentran dentro de los límites de la ciudad.
La ciudad también cuenta con un único representante en la Cámara de los Comunes de Canadá.

## Geografía

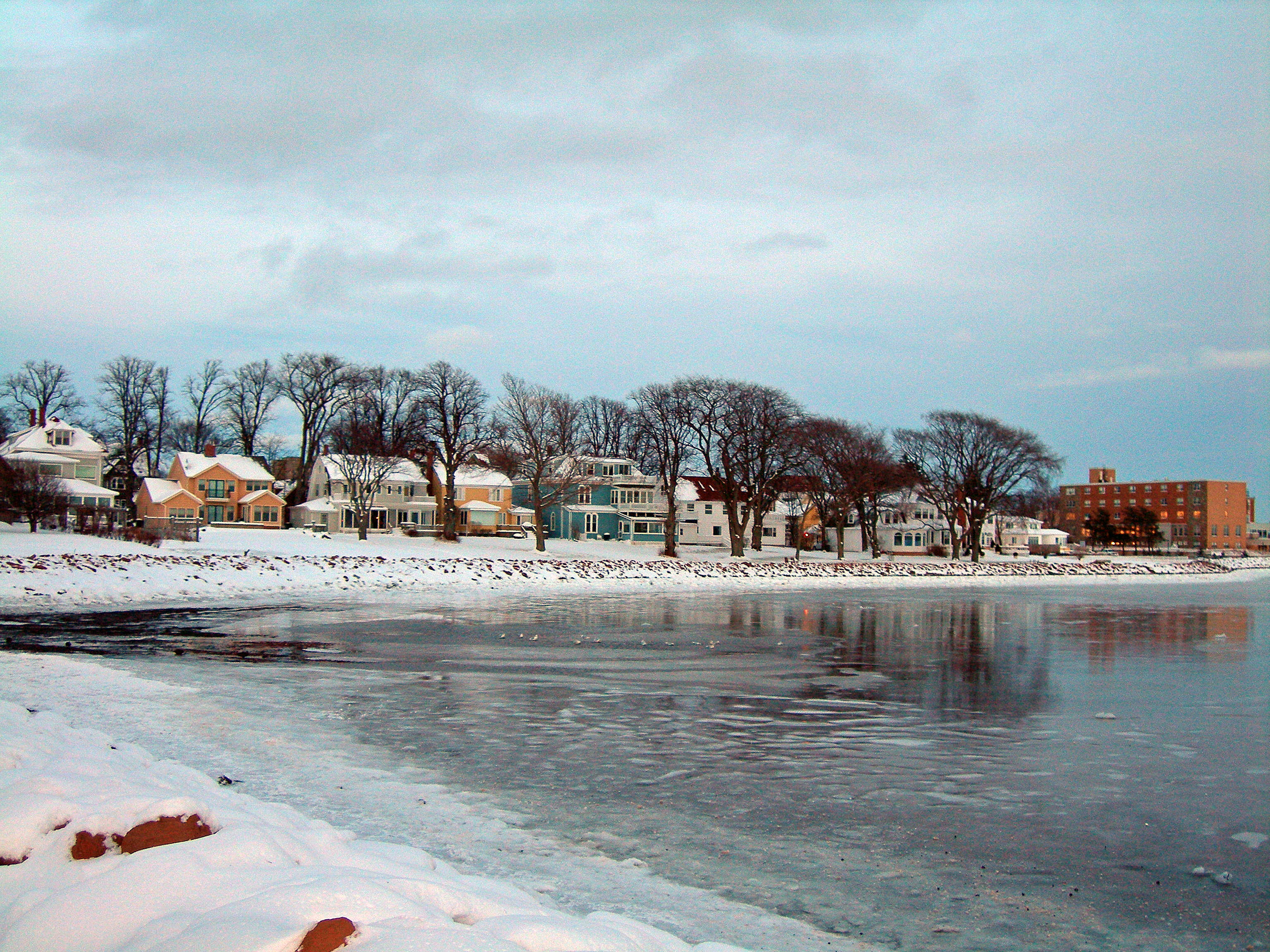
Extremo oeste de Charlottetown desde el Parque Victoria.

Charlottetown se sitúa en el puerto homónimo, que se forma por la confluencia de tres ríos en la parte central de la isla a lo largo de la costa sur. El puerto en sí se abre hacia el estrecho de Northumberland. La ciudad tiene aproximadamente la forma de una "V" (apuntando hacia el sur) y está rodeada por los ríos Yorke y Hillsborough al este y al oeste.
El centro de Charlottetown incluye las históricas quinientas parcelas de la ciudad, así como los muelles que dan hacia el puerto y el río Hillsborough. Comunidades adyacentes al centro original incluían a Brighton, Spring Park, Sherwood y Parkdale. Las áreas hacia el oeste, norte y este del centro han sido desarrolladas en las décadas recientes con varios progresos residenciales y comerciales, aunque las regiones exteriores de la ciudad siguen siendo predominantemente de labranza, ya que en el centro de la ciudad se encuentra una estación de investigación de cultivos experimentales del Departamento de Agricultura de Canadá.
Esta estación de investigación de Agricultura de Canadá es el último remanente de las tierras de pastoreo de Queens Royalty y recrea un gran espacio verde en el centro de la ciudad, un poco hacia el norte. El desarrollo del municipio de Queens Royalty, con sus fincas de 12 acres sondeadas durante los siglos SVIII y XIX a lo largo de un eje de norte a sur forzaron el trazo de redes de caminos en forma de cuadrícula.
El paisaje moderno de Charlottetown es dominado por el desarrollo urbano junto con las áreas portuarias, el desarrollo suburbano al oeste, norte y este, así como el aeropuerto al norte. El progreso comercial, aparte del distrito de negocios central, está concentrado a lo largo de varias calles:
- Avenida de la Universidad/Calle Malpeque (University Avenue/Malpeque Road)
- Calle del Río Norte/Calle de Lower Malpeque (North River Road/Lower Malpeque Road)
- Calle de San Pedro (St. Peter's Road)
- Calle de Monte Edward (Mount Edward Road)
- Calle Kensington (Kensington Road)

El núcleo del centro de la ciudad es aumentado por varias calles que lo alimentan:
- Calle Queen (Queen Street)
- Calle Water (Water Street)
- Calle Grafton (Grafton Street)

### Barrios
Charlottetown comprende los siguientes distritos o barrios que en un tiempo fueron municipios independientes:

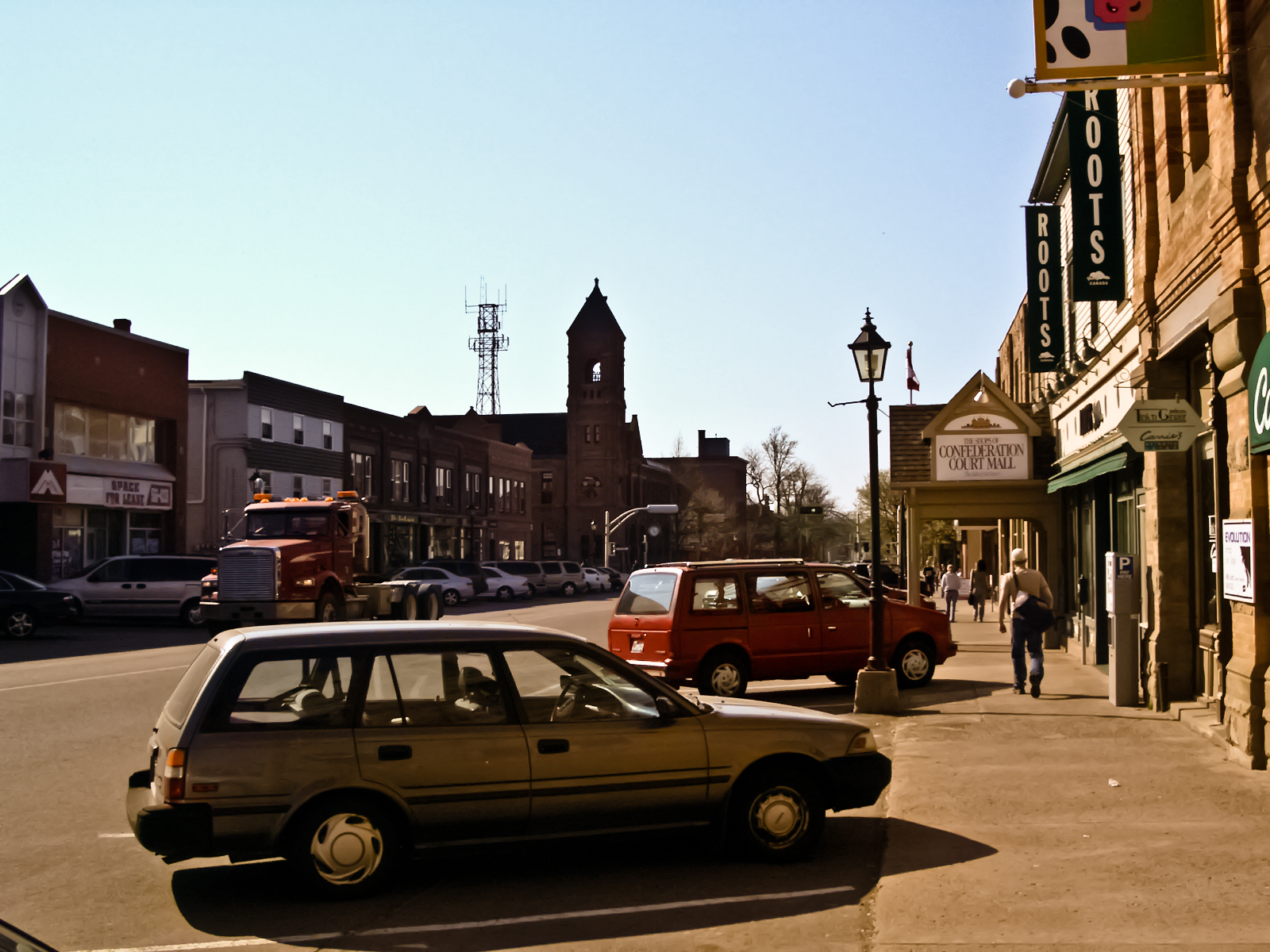
Calle Queens en el distrito comercial.

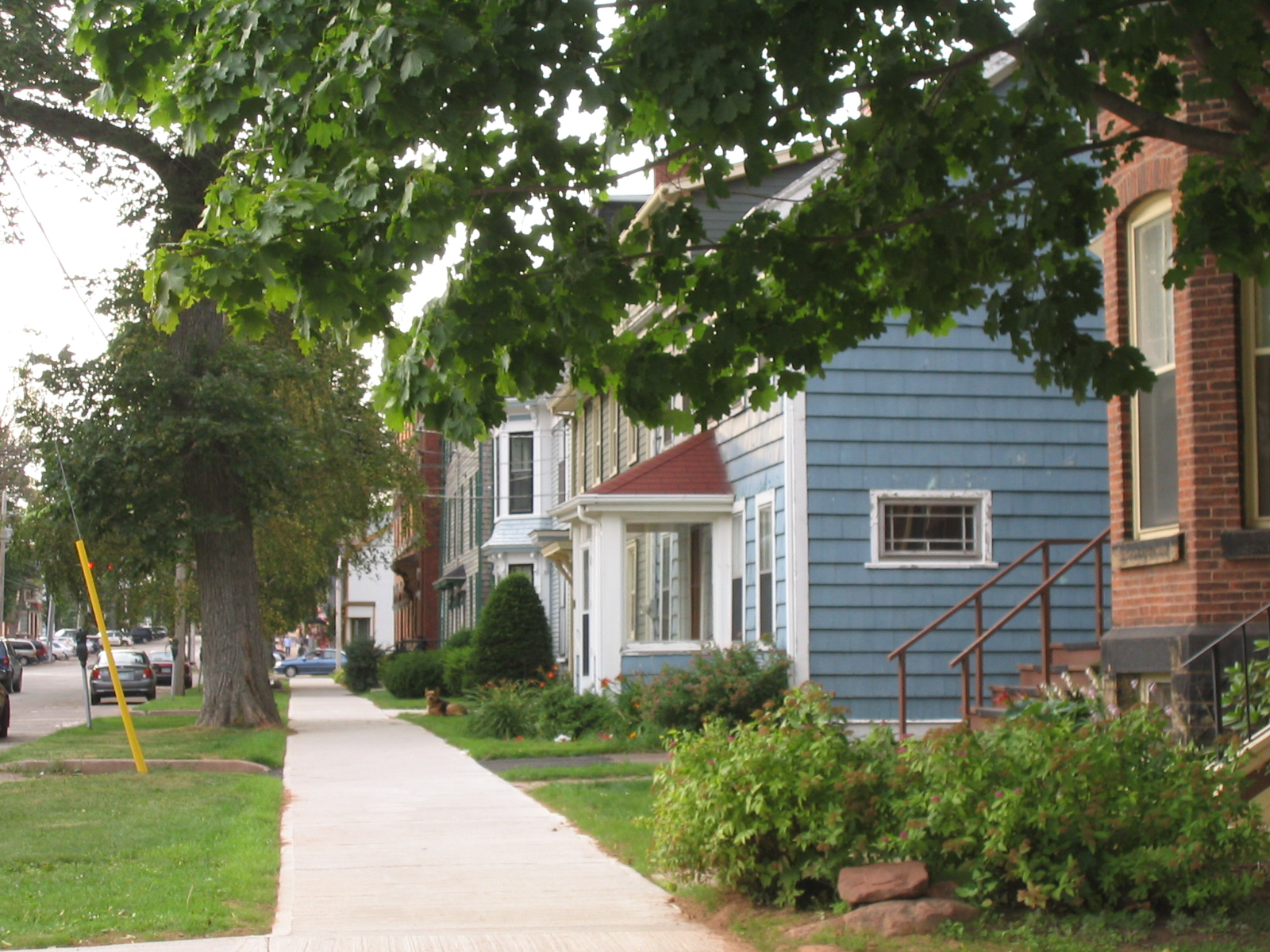
Calle en Charlottetown.

- Charlottetown (municipio original)
- Brighton
- Spring Park
- Parkdale
- Sherwood
- East Royalty
- West Royalty
- Winsloe

El límite municipal original entre Charlottetown y el área del municipio de Queens Royalty era el borde norte de las quinientas parcelas originales a lo largo de la actual Calle Euston. Esta frontera fue extendida hacia el norte a las Calles Allen y Kirkwood a principios del siglo XX, abarcando parte de la comunidad rural de Brighton al oeste del centro de la ciudad. El pueblo de Sring Park fue fusionado a la ciudad en 1959, extendiendo los límites de la ciudad hacia el norte de Hermitage Creek, que también formaba el límite sur de la frontera del pueblo de West Royalty. El desarrollo ocupó la mayoría de las tierras vacantes en los distritos de Brighton y Spring Park en los años 1980.
La fusión municipal en 1996 vio a los municipios independientes periféricos de Parkdale, Sherwood, East Royalty, West Royalty y Winsloe unidos a la mayor ciudad de Charlottetown al mismo tiempo que las comunidades rurales al este y oeste de la ciudad fueron fusionadas para formar los pueblos de Stratford y Cornwall, respectivamente.
Un "cinturón verde" recorre la frontera norte municipal, aunque está poco cuidado por el gobierno provincial, propiciando la extensión urbana.

## Clima
| Parámetros climáticos promedio de Aeropuerto de Charlottetown (1981-2010) | Parámetros climáticos promedio de Aeropuerto de Charlottetown (1981-2010) | Parámetros climáticos promedio de Aeropuerto de Charlottetown (1981-2010) | Parámetros climáticos promedio de Aeropuerto de Charlottetown (1981-2010) | Parámetros climáticos promedio de Aeropuerto de Charlottetown (1981-2010) | Parámetros climáticos promedio de Aeropuerto de Charlottetown (1981-2010) | Parámetros climáticos promedio de Aeropuerto de Charlottetown (1981-2010) | Parámetros climáticos promedio de Aeropuerto de Charlottetown (1981-2010) | Parámetros climáticos promedio de Aeropuerto de Charlottetown (1981-2010) | Parámetros climáticos promedio de Aeropuerto de Charlottetown (1981-2010) | Parámetros climáticos promedio de Aeropuerto de Charlottetown (1981-2010) | Parámetros climáticos promedio de Aeropuerto de Charlottetown (1981-2010) | Parámetros climáticos promedio de Aeropuerto de Charlottetown (1981-2010) | Parámetros climáticos promedio de Aeropuerto de Charlottetown (1981-2010) |
| Mes                                                                       | Ene.                                                                      | Feb.                                                                      | Mar.                                                                      | Abr.                                                                      | May.                                                                      | Jun.                                                                      | Jul.                                                                      | Ago.                                                                      | Sep.                                                                      | Oct.                                                                      | Nov.                                                                      | Dic.                                                                      | Anual                                                                     |
| ------------------------------------------------------------------------- | ------------------------------------------------------------------------- | ------------------------------------------------------------------------- | ------------------------------------------------------------------------- | ------------------------------------------------------------------------- | ------------------------------------------------------------------------- | ------------------------------------------------------------------------- | ------------------------------------------------------------------------- | ------------------------------------------------------------------------- | ------------------------------------------------------------------------- | ------------------------------------------------------------------------- | ------------------------------------------------------------------------- | ------------------------------------------------------------------------- | ------------------------------------------------------------------------- |
| Temp. máx. abs. (°C)                                                      | 15.1                                                                      | 13.3                                                                      | 24.5                                                                      | 26.7                                                                      | 31.7                                                                      | 32.2                                                                      | 33.9                                                                      | 36.7                                                                      | 31.5                                                                      | 27.8                                                                      | 21.3                                                                      | 16.7                                                                      | 36.7                                                                      |
| Temp. máx. media (°C)                                                     | -3.4                                                                      | -2.9                                                                      | 0.9                                                                       | 7.2                                                                       | 14.3                                                                      | 19.4                                                                      | 23.3                                                                      | 22.8                                                                      | 18.6                                                                      | 12.3                                                                      | 6.3                                                                       | 0.5                                                                       | 9.9                                                                       |
| Temp. media (°C)                                                          | −7.7                                                                      | −7.3                                                                      | -3.1                                                                      | 3.1                                                                       | 9.2                                                                       | 14.5                                                                      | 18.7                                                                      | 18.3                                                                      | 14.1                                                                      | 8.3                                                                       | 2.9                                                                       | -3.3                                                                      | 5.7                                                                       |
| Temp. mín. media (°C)                                                     | -12.1                                                                     | -11.7                                                                     | -7.0                                                                      | -1.2                                                                      | 4.1                                                                       | 9.6                                                                       | 14.1                                                                      | 13.7                                                                      | 9.6                                                                       | 4.4                                                                       | -0.5                                                                      | -7.0                                                                      | 1.3                                                                       |
| Temp. mín. abs. (°C)                                                      | -32.8                                                                     | -30.6                                                                     | -27.2                                                                     | -16.1                                                                     | -6.7                                                                      | -1.1                                                                      | 2.8                                                                       | 2.0                                                                       | -0.6                                                                      | -6.7                                                                      | -17.2                                                                     | -28.1                                                                     | -32.8                                                                     |
| Precipitación total (mm)                                                  | 101.0                                                                     | 83.2                                                                      | 86.3                                                                      | 83.7                                                                      | 91.0                                                                      | 98.8                                                                      | 79.9                                                                      | 95.7                                                                      | 95.9                                                                      | 112.2                                                                     | 112.5                                                                     | 118.1                                                                     | 1158.2                                                                    |
| Lluvias (mm)                                                              | 34.1                                                                      | 29.8                                                                      | 44.1                                                                      | 59.7                                                                      | 87.2                                                                      | 98.8                                                                      | 79.9                                                                      | 95.7                                                                      | 95.9                                                                      | 110.3                                                                     | 93.0                                                                      | 58.6                                                                      | 887.1                                                                     |
| Nevadas (cm)                                                              | 73.3                                                                      | 58.3                                                                      | 44.1                                                                      | 24.4                                                                      | 3.7                                                                       | 0.0                                                                       | 0.0                                                                       | 0.0                                                                       | 0.0                                                                       | 1.7                                                                       | 19.2                                                                      | 65.6                                                                      | 290.4                                                                     |
| Días de precipitaciones (≥ 0.2 mm)                                        | 19.3                                                                      | 15.7                                                                      | 15.9                                                                      | 15.3                                                                      | 14.1                                                                      | 13.2                                                                      | 12.6                                                                      | 11.7                                                                      | 12.8                                                                      | 15.0                                                                      | 16.9                                                                      | 19.8                                                                      | 182.4                                                                     |
| Días de lluvias (≥ 0.2 mm)                                                | 6.3                                                                       | 5.0                                                                       | 7.5                                                                       | 11.6                                                                      | 13.8                                                                      | 13.2                                                                      | 12.6                                                                      | 11.7                                                                      | 12.8                                                                      | 14.6                                                                      | 13.0                                                                      | 8.6                                                                       | 130.8                                                                     |
| Días de nevadas (≥ 0.2 cm)                                                | 17.3                                                                      | 13.7                                                                      | 12.2                                                                      | 6.4                                                                       | 0.93                                                                      | 0.0                                                                       | 0.0                                                                       | 0.0                                                                       | 0.03                                                                      | 1.0                                                                       | 6.4                                                                       | 15.3                                                                      | 73.2                                                                      |
| Horas de sol                                                              | 108.9                                                                     | 109.1                                                                     | 141.3                                                                     | 148.2                                                                     | 197.1                                                                     | 219.8                                                                     | 253.6                                                                     | 219.0                                                                     | 181.0                                                                     | 123.9                                                                     | 62.9                                                                      | 75.8                                                                      | 1840.5                                                                    |
| Fuente: Environment Canada                                                |                                                                           |                                                                           |                                                                           |                                                                           |                                                                           |                                                                           |                                                                           |                                                                           |                                                                           |                                                                           |                                                                           |                                                                           |                                                                           |

## Demografía
De acuerdo con el censo de 2001, la Ciudad de Charlottetown tenía 32.245 residentes de los cuales 45.8% eran hombres y 54.2% eran mujeres. Niños menores de 5 años representaban aproximadamente el 4.9 de la población de Charlottetown. Esto se compara al 5.6% en la Isla del Príncipe Eduardo, y al 5.6% en la totalidad de Canadá. Charlottetown está principalmente dominada por gente de ascendencia europea, pero también existe una creciente población afrocanadiense y china.
El ingreso medio para un hogar en la ciudad es de $52.996, y el ingreso medio para una familia es de $77.008. Los hombres tienen un ingreso medio de $42.519 contra $28.136 de las mujeres. El ingreso per cápita para la ciudad es de $29.710. El 12.2% de la población y el 8.0% de las familias están por debajo de la línea de pobreza. De la población total, 9.6% de los menores de 18 años y 10.3% de los mayores de 65 años viven por debajo de la línea de pobreza.
En 2001, 16.4% de la población residente en Charlottetown era de edad de retiro (65 años o más para hombres y mujeres) comparado con el 13.2% en toda Canadá; por lo tanto, la edad promedio es de 38.8 años en comparación con el promedio de 37.6 años a nivel nacional.
En los cinco años entre 1996 y 2001, la población de Charlottetown disminuyó un 0.9%, comparado con un incremento del 0.5% en toda la Isla del Príncipe Eduardo. La densidad de población de Charlottetown promedió 727.3 habitantes por kilómetro cuadrado (1883 personas por milla cuadrada), mientras que el promedio provincial de la Isla del Príncipe Eduardo era de 23.8 habitantes por kilómetro cuadrado (61.6 personas por milla cuadrada).
La unidad geográfica censal de Charlottetown comprende a Charlottetown y a los pueblos vecinos de Stratford y Cornwall, así como a las áreas rurales colindantes de la parte centro-este del Condado Queens, es decir, los Lots 31, 34, 35, 36, 48, 49 y 65. En la época del censo en mayo de 2001, la población residente estimada para la unidad censal era de 58.358 habitantes dentro de un área de 823,39 kilómetros cuadrados, en comparación con una población residente en la provincia de la Isla del Príncipe Eduardo de 135.294 personas. Se piensa que en 2010 la población del área de Charlottetown será de unos 61.210 habitantes.
De acuerdo con Statistics Canada, en 2001, más de nueve de cada diez habitantes del área metropolitana de Charlottetown se identificó como cristiano. La población se divide en 91.7% cristianos (46% católicos, 42.6% protestantes y 3.0% de otras religiones cristianas, principalmente ortodoxas), 7.3% sin religión, y minorías religiosas que comprenden menos del 1.0% que incluyen musulmanes, budistas y judíos.

## Economía
La economía de Charlottetown está dominada por el sector público. Los niveles de gobierno provinciales, federales y municipales son los empleadores más significativos en la parte central del Condado Queens, así como la asistencia sanitaria y la educación secundaria y superior. Las compañías tecnológicas también han estado incrementando su porción de mano de obra de la ciudad en la pasada década, no obstante los números actuales son bastante bajos una vez que se excluyen los centros de llamadas. Otras actividades económicas importantes incluyen manufacturas ligeras como las de químicos, biotecnología y maquinaria.

### Transporte

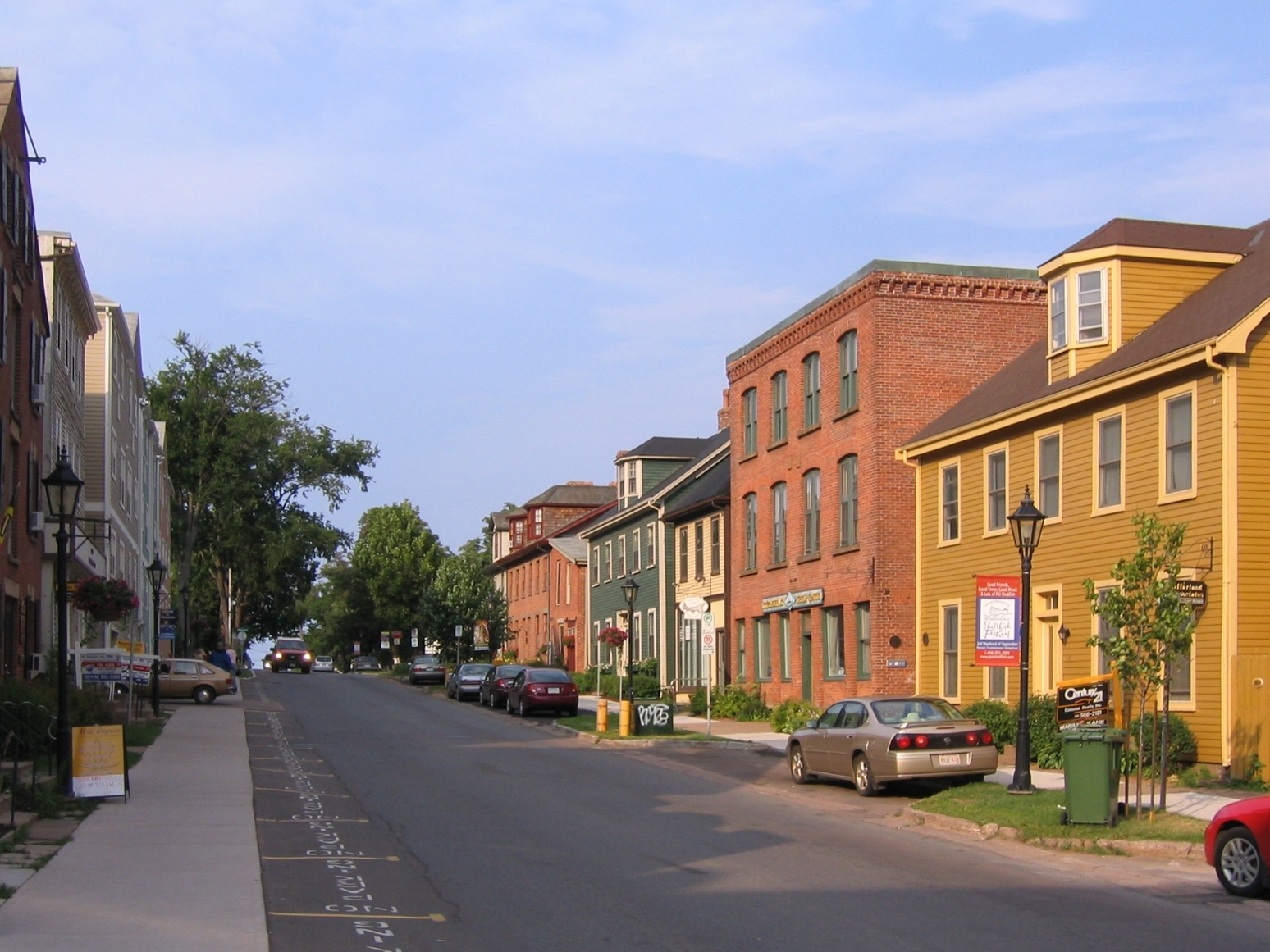
Casas en Charlottetown.

La localización central de Charlottetown en la provincia convierte a la ciudad en un núcleo natural de transporte. Históricamente, fue el centro de la red ferroviaria de la provincia. El desarrollo de las autopistas a finales del siglo XX ha creado que la ciudad sea el punto central en varias rutas importantes en la provincia.
El Aeropuerto de Charlottetown es el único aeropuerto de la provincia con servicio a pasajeros, sirviendo a 200.000 usuarios por año.
El Tránsito de Charlottetown es un sistema público de tránsito que proporciona servicios programados de autobuses a través del municipio desde 2005.
La ausencia del transporte público por muchas décadas en Charlottetown resultó en una dependencia en el uso personal de los automóviles, con el gobierno municipal construyendo tres estacionamientos monolíticos a cielo abierto en el distrito histórico de la ciudad para alojar a los vehículos de los trabajadores en el centro de la ciudad. La ciudad también tenía una proporción estadísticamente mayor de taxis que el promedio canadiense ya que el servicio de taxi se convirtió en el último recurso para muchos residentes que no tenían acceso a un vehículo. Los taxis en Charlottetown utilizan un sistema de tarifas basado en las zonas a diferencia de los contadores, y no tienen un panel protector entre el conductor y el pasajero.
La Ruta 1, la Autopista Trans-Canadá, parcialmente biseca a los suburbios del norte, uniendo a la Avenida Riverside, al Puente del Río Hillsborough y al Puente del Río Norte en una autopista de acceso limitado que conecta a la ciudad con el Puente de la Confederación al oeste y con la terminal de ferris de Northumberland al este. La Ruta 2, la principal autopista que va de este a oeste en la provincia, se interseca con la Ruta 1 en la ciudad.
La Autoridad Portuaria de Charlottetown opera el puerto comercial de la ciudad y actualmente está expandiendo una terminal marina que antiguamente fue operada por el gobierno federal.

### Turismo

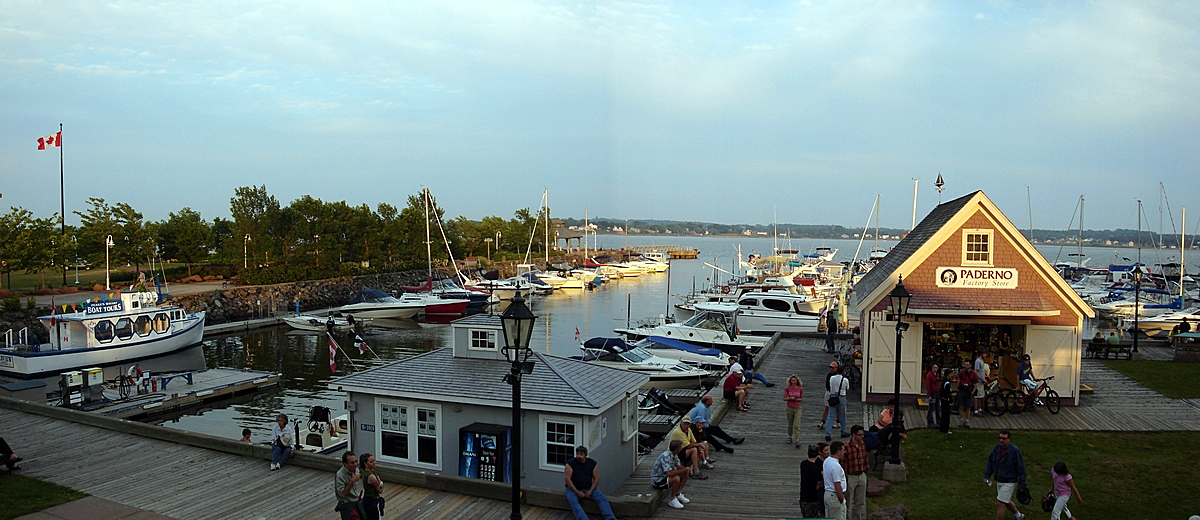
El Muelle Peakes en la zona costera de la Bahía de Charlottetown.

Charlottetown es un destino popular en Canadá oriental para los visitantes de otras provincias marítimas, de Canadá central y del noreste de los Estados Unidos, ya que la ciudad tiene una localización central en la provincia así como varios servicios.
El paisaje de la ciudad con un núcleo central planeado que contiene muchas casas y edificios de la era Victoriana es una atracción, así como el proyecto de la renovación de la zona ribereña en décadas recientes. Una nueva terminal de cruceros está siendo construida cerca de la autoridad portuaria la cual, sus partidarios esperan, hará a la ciudad un destino más atractivo para el creciente número de buques operano en el golfo de San Lorenzo.
Las atracciones populares dentro de la ciudad incluyen a la legislatura provincial en la Casa de la Provincia, la cual fue sede de la Conferencia de Charlottetown, así como la Sala de los Fundadores, un edificio de mantenimiento ferroviario recientemente remodelado el cual actualmente aloja un viaje interactivo a través de la historia trazando el desarrollo de Canadá como nación.
El Centro de las Artes de la Confederación proporciona teatro, incluyendo el Festival de Charlottetown durante los meses del verano, así como una galería de arte de rango nacional. El Festival de Charlottetown en sí es famoso gracias al musical más popular y de más antigüedad de Canadá, Ana de las Tejas Verdes - El Musical, el cual es una adaptación de la novela de la autora de la isla, Lucy Maud Montgomery.

## Educación
La educación pública en inglés (grados 1-12) en Charlottetown es proporcionada por el Distrito Escolar Oriental. La educación pública en francés (grados 1-12) en la ciudad la proporciona la Commission scolaire de langue française (Comisión escolar de la lengua francesa). El jardín de niños es patrocinado públicamente pero dirigido por operadores privados.
La ciudad tiene 4 escuelas privadas, la mayoría operadas por confesiones religiosas.
Charlottetown es la sede de la Universidad de la Isla del Príncipe Eduardo, la universidad provincial, así como de varios campus del Colegio Holland, el sistema colegial comunitario de la provincia. También hay varios colegios de entrenamiento privados en la ciudad.

## Deporte
Deportes de equipos estudiantiles amateur prevalecen para hombres y mujeres en las dos principales preparatorias de la ciudad, así como en la Universidad de la Isla del Príncipe Eduardo (las UPEI Panthers) a través de la afiliación de la institución con el Deporte Interunivesitario Canadiense.
Hay dos equipos juveniles de hockey en la comunidad: los Charlottetown Abbies y el P.E.I. Rocket. En cuanto a deporte profesional, es sede del equipo Island Storm de la Liga Nacional de Baloncesto de Canadá.

## Lugares
- Capilla All Souls